# Men's Pro Challenger at Tunica National 2007
Il Men's Pro Challenger at Tunica National 2007 è stato un torneo di tennis facente parte della categoria ATP Challenger Series nell'ambito dell'ATP Challenger Series 2007. Il torneo si è giocato a Tunica negli Stati Uniti dal 7 al 13 maggio 2007 su campi in terra verde e aveva un montepremi di $50 000.

## Vincitori

### Singolare
Pablo Cuevas ha battuto in finale  Juan Pablo Brzezicki con il punteggio di 6–4, 4–6, 6–3

### Doppio
Paul Goldstein /  Donald Young hanno battuto in finale  Pablo Cuevas /  Horacio Zeballos con il punteggio di 4–6, 6–1, [10-4]